# Analizador de uso de disco
El analizador de uso de disco es una utilidad para analizar el espacio del disco. Era parte de gnome-utils, pero fue separado en GNOME 3.4. Originalmente se llamaba Baobab, en referencia al árbol Adansonia. El software proporciona al usuario una representación gráfica del contenido del disco duro. La interfaz permite la selección de partes específicas del sistema de archivos para que sean escaneadas como una única carpeta, sistemas de archivos enteros e incluso pueden ser analizadas carpetas remotas. La representación gráfica puede ser cambiada entre un anillo y un árbol de directorios.

## Futuro
En el GUADEC 2013 se planeó juntar el analizador de uso de disco con gnome-system-monitor en un nuevo programa llamado usage.